# اوداباتگاما
اوداباتگاما (به لاتین: Udabatgama) یک منطقهٔ مسکونی در سری‌لانکا است که در استان جنوبی (سری‌لانکا) واقع شده‌است.